# Саша Кайкут
Саша Кайкут (босн. Saša Kajkut, нар. 7 квітня 1984, Тузла, СФРЮ) — боснійський футболіст, нападник сараєвського «Желєзнічара».

## Клубна кар'єра
З підліткового віку розпочав займатися футболом у командах з рідного міста Баня-Лука, спочатку в «Омладинці», а потім й у «Бораці». У 2005 році перейшов до клубу «Карловац» з другої ліги хорватського чемпіонату. У сезоні 2005/06 років зіграв 14 матчів та відзначився 5-ма голами, але не зміг допомогти своєму клубу уникнути вильоту до третього дивізіону. У 2006 році перейшов до іншого друголігового хорватського клубу, «Задар», у футболці якого зіграв 10 матчів та відзначився 8-ма голами. Того ж року перейшов до клубу «Поморац», де вже не демонстрував високої результативності. За період свого перебування в команді зіграв 25 матчів та відзначився 5-ма голами. 
У 2007 році переїздить до Молдови, де підписує контракт з тираспольським «Шерифом». Найбільш пам'ятним моментом для Саші в цей період стало двоматчеве протистояння з командою з Андорри у першому кваліфікаційному раунді Ліги чемпіонів. Перший же пас Кайкута на 68-ій хвилині матчу (лише через 3 хвилини після свого виходу на поле) завершився голом Баліми й молдовська команда повела з рахунком 1:0, а на 77-ій хвилині Саша відзначився дебютним голом у складі «Шерифу». Лише за 12 хвилин на полі Кайкут увійшов до історії як перший уродженець Бані-Луки, який відзначився голом у офіційному матчі Ліги чемпіонів. Незважаючи на те, що Саша захищав кольори тираспольського клубу лише один сезон, завдяки цим 12 хвилинам він став улюбленцем місцевих уболівальників. Загалом у складі молдовського клубу в національному чемпіонаті зіграв 23 матчі та відзначився 5-ма голами.
У 2008 році повернувся на батьківщину, де підписав контракт з «Борацом», кольори якого захищав до 2010 року. У 2010 році виїхав до Азербайджану, де підписав контракт зі столичним «Баку». У складі бакинського клубу зіграв 9 матчів та відзначився 1 голом. У 2011 році повернувся до «Борацу», кольори якого захищав до 2012 року, допоки не прейщов до «Челіка» (Зениця). У складі зеницького клубу зіграв 27 матчів та відзначився 15-ма голами й у 2013 році залишив розташування клубу.
Після успішного перегляду 31 грудня 2013 року Кайкут підписав короткостроковий контракт з клубом «Сауз Чайна». Сума трансферу склала приблизно 30 мільйонів гонконзьких доларів. 1 червня 2014 року було офіційно оголошено, що новим президентом клубу став Роджер Ченг, який одним з перших своїх кроків ініціював розірвання контрактів з Кайкутом та іншими легіонерами клубу.
18 серпня 2015 року «Керкіра» була дискваліфікована від участі в Суперлізі Греції за підроблені трансферні листи. Клуб продовжив виступи в Футбольній лізі, а Кайкут отримав статус вільного агента. Гравець безпосередньо домовився з клубом «Верія» й приєднався до македонського клубу 19 серпня 2015 року. Його річна зарплата мала становити 100 000 євро. Кайкут був офіційно представлений як футболіст «Верії» 28 серпня 2015 року. Дебютував за нову команду 12 вересня 2015 року в програному (0:3) домашньому поєдинку проти ПАОКа. Дебютним голом у футболці «Верії» відзначився в поєдинку Кубку Греції проти «Атромітоса». Після двох років, проведених у Греції, повернувся до Боснії, де підписав контракт з місцевим ФК «Крупа», у складі якого в 8-ми матчах відзначився 5-ма голами. Першу частину 2017 року захищав кольори клубу «Зриньські», в складі якого зіграв 11 матчів та відзначився 2-ма голами.
У 2017 році приєднався до гранда боснійського футболу, сараєвського «Желєзнічара».

## Кар'єра в збірній
З 2009 року викликається до національної збірної Боснії і Герцеговини. Наразф в футболці головної футбольної команди Боснії зіграв 1 поєдинок.

## Досягнення
«Шериф»
- Національний дивізіон Молдови
  -  Чемпіон (2): 2007/08, 2008/09

- Кубок Молдови
  -  Володар (2): 2007/08, 2008/09

«Борац» (Баня-Лука)
- Кубок Боснії і Герцеговини
  -  Володар (1): 2009/10

«Сауз Чайна»
- Гонконг Сеньйор Челенд Шилд
  -  Фіналіст (1): 2013/14

«Зриньські»
- Прем'єр-ліга
  -  Чемпіон (1): 2016/17

«Желєзнічар»
- Кубок Боснії і Герцеговини
  -  Володар (1): 2017/18